# Rukomet na OI 2008.
Rukomet na Olimpijskim igrama je prvi puta uključen u program na Igrama u Berlinu 1936. godine, i to samo za muškarce. Međutim, nakon tih Igara isključen je iz programa, da bi ponovno bio vraćen tek na Igrama u Münchenu 1972. godine, i od tada je standardno u programu svih izdanja ljetnih Olimpijskih igara. Natjecanja za žene su uključena na Igrama u Montrealu 1976. godine.

## Muškarci

### Izlučni kriterij
| Muški rukomet                                  | Nadnevak                      | Domaćin                | Broj mjesta | Izborili sudjelovanje |
| ---------------------------------------------- | ----------------------------- | ---------------------- | ----------- | --------------------- |
| Domaćin                                        | -                             | -                      | 1           | Kina                  |
| Svjetsko prvenstvo u rukometu – Njemačka 2007. | 2. – 16. prosinca 2007.       | Njemačka               | 1           | Njemačka              |
| Europsko prvenstvo u rukometu – Norveška 2008. | 17. – 27. siječnja 2008.      | Norveška               | 1           | Danska                |
| Azijski izlučni turnir                         | 30. siječnja 2008.            | Tokio, Japan           | 1           | Južna Koreja          |
| Afrički nacionalni kup                         | 10. – 27. siječnja 2008.      | Angola                 | 1           | Egipat                |
| Panameričke igre 2007.                         | 14. – 29. srpnja 2007.        | Rio de Janeiro, Brazil | 1           | Brazil                |
| Olimpijski izlučni turnir 1                    | 30. svibnja - 1. lipnja 2008. | Wrocław, Poljska       | 2           | Poljska, Island       |
| Olimpijski izlučni turnir 2                    | 30. svibnja-1. lipnja 2008.   | Pariz, Francuska       | 2           | Francuska, Španjolska |
| Olimpijski izlučni turnir 3                    | 30. svibnja-1. lipnja 2008.   | Zadar, Hrvatska        | 2           | Hrvatska, Rusija      |
| UKUPNO                                         |                               |                        | 12          |                       |

| Grupa A - Brazil - NR Kina - Hrvatska - Francuska - Poljska - Španjolska | Grupa B - Danska - Egipat - Njemačka - Island - Rusija - Južna Koreja |

## Žene

### Izlučni kriterij
| Ženski rukomet                                        | Nadnevak                | Domaćin                | Broj mjesta | Izborili sudjelovanje   |
| ----------------------------------------------------- | ----------------------- | ---------------------- | ----------- | ----------------------- |
| Domaćin                                               | -                       | -                      | 1           | Kina                    |
| Svjetsko prvenstvo u rukometu za žene 2007.           | 2. – 16. prosinca 2007. | Francuska              | 1           | Rusija                  |
| Europsko prvenstvo u rukometu za žene – Švedska 2006. | 7. – 17. prosinca 2006. | Švedska                | 1           | Norveška                |
| Azijski izlučni turnir                                | 1. – 6. prosinca 2007.  | Almati, Kazahstan      | 1           | Kazahstan               |
| Afrički nacionalni kup                                | 8. – 17. siječnja 2008. | Angola                 | 1           | Angola                  |
| Panameričke igre 2007.                                | 14. – 29. srpnja 2007.  | Rio de Janeiro, Brazil | 1           | Brazil                  |
| Olimpijski izlučni turnir 1                           | 28. – 30. ožujka 2008.  | Njemačka               | 2           | Njemačka, Švedska       |
| Olimpijski izlučni turnir 2                           | 28. – 30. ožujka 2008.  | Rumunjska              | 2           | Rumunjska, Mađarska     |
| Olimpijski izlučni turnir 3                           | 28. – 30. ožujka 2008.  | Francuska              | 2           | Francuska, Južna Koreja |
| UKUPNO                                                |                         |                        | 12          |                         |

### Ždrijeb skupina
Na ždrijebanju 16. lipnja 2008., izvučene su natjecateljske skupine za muške.
Skupina "A": Angola, Kina, Francuska, Kazahstan, Norveška, Rumunjska 

Skupina "B": Brazil, Njemačka, Mađarska, Rusija, Južna Koreja, Švedska

## Osvajači medalja
| Disciplina | Zlato | Srebro | Bronca |
| Muškarci   | Fracuska - Daouda Karaboué - Thierry Omeyer - Jérôme Fernandez - Didier Dinart - Cédric Burdet - Guillaume Gille - Bertrand Gille - Daniel Narcisse - Olivier Girault - Nikola Karabatić - Christophe Kempé - Joël Abati - Luc Abalo - Michaël Guigou - Cédric Paty - Izbornik: Claude Onesta | Island - Alexander Petersson - Arnór Atlason - Ásgeir Örn Hallgrímsson - Björgvin Páll Gústavsson - Guðjón Valur Sigurðsson - Hreiðar Guðmundsson - Ingimundur Ingimundarson - Logi Eldon Geirsson - Ólafur Stefánsson - Róbert Gunnarsson - Sigfús Sigurðsson - Snorri Steinn Guðjónsson - Sturla Ásgeirsson - Sverre Andreas Jakobsson - Izbornik: Guðmundur Guðmundsson | Španjolska - Albert Rocas - Alberto Entrerríos - Carlos Prieto - Cristian Malmagro Viaña - David Barrufet - David Davis - Demetrio Lozano - Iker Romero - Ion Belaustegui - José Javier Hombrados - Juanín García - Raúl Entrerríos - Rubén Garabaya - Víctor Tomás - Izbornik: Juan Carlos Pastor |
| Žene       | Norveška - Isabel Blanco - Karoline Dyhre Breivang - Marit Malm Frafjord - Kari Aalvik Grimsbø - Gro Hammerseng - Katrine Lunde Haraldsen - Camilla Herrem - Vigdis Hårsaker - Kari Mette Johansen - Tonje Larsen - Kristine Lunde - Else-Marthe Sørlie Lybekk - Katja Nyberg - Tonje Nøstvold - Terese Pedersen - Linn-Kristin U. Riegelhuth - Gøril Snorroeggen - Linn Jørum Sulland - Ragnhild Margrethe Aamodt - Izbornik: Sven Tore Jacobsen | Rusija - Ina Suslina - Marija Sidorova - Jana Uskova - Ekaterina Marenikova - Emilija Turej - Elena Dmitrijeva - Ana Karejeva - Ljudmila Postnova - Irina Bliznova - Elena Polenova - Oksana Romenskaja - Natalija Šipilova - Ekaterina Andrjušina - Irina Poltorackaja - Izbornik: Evgenij Trefilov                                                                       | Južna Koreja - Oh Yong-Ran - Woo Sun-Hee - Kim Ona - Huh Soon-Young - Jung Ji-Hea - Ahn Jung-Hwa - Kim Nam-Sun - Kim Cha-Youn - Oh Seong-Ok - Hong Jeong-Ho - Park Jung-Hee - Lee Min-Hee - Myoung Bok-Hee - Choi Im-Jeong - Moon Pil-Hee - Izbornik: Lim Young-Chul                               |